# Edith Clara Batho
Pour les articles homonymes, voir Batho.
Edith Clara Batho est une enseignante et universitaire britannique. Elle est principale du Royal Holloway College de 1945 à 1962 et présidente de la British Federation of University Women de 1945 à 1950.

## Biographie
Edith Batho naît à Londres en 1895, fille de William John et Ellen Clara née Hooton. Elle fait ses études secondaires à la Highbury Hill High School à Islington puis s'inscrit à l'University College de Londres, dont elle est diplômée en anglais en 1915.

## Carrière
Après la Première Guerre mondiale, elle enseigne à la Roedean School à Brighton durant un an et à la Down House School, Cold Ash, Newbury de 1919 à 1921. Elle revient à l'University College de Londres en 1921 en tant qu'assistante en anglais. Elle est lectrice en littérature anglaise de 1921 à 1945, et obtient un doctorat de lettres en 1935. Elle est conférencière invitée des Warton lectures on English poetry de la British Academy en 1937.
Elle est nommée principale du Royal Holloway College en 1945, succédant à Fanny Street, tandis que Constance West devient principale adjointe. Sa première tâche consistait à restaurer le collège après la perturbation des années de guerre et à agrandir l'espace résidentiel à mesure que la demande de places universitaires augmente après la guerre, le collège avait été partiellement occupé pendant la guerre par l'Auxiliary Territorial Service. Au cours de l'année universitaire 1946-1947, les effectifs augmentent de près de 50 % puis atteignent 330 étudiants l'année suivante, parmi lesquels huit étudiants masculins en troisième cycle.
Le Royal Holloway College Act abolit en 1949 le conseil de gouverneurs en le remplaçant par un conseil du collège présidé par la princesse Alice d'Albany. La direction reste assurée par une femme. À la fin des années 1950, le collège compte 389 étudiants et scolarise à partir de 1965 des étudiants masculins en premier cycle. Elle est présidente de la British Federation of University Women de 1945 à 1950.
Edith Batho prend sa retraite du Royal Holloway College en 1962 et Marjorie Williamson lui succède comme principale. Elle est professeure invitée à l'université du Wisconsin en 1963.

## Publications
- The poet and the past (Warton lecture on English poetry, British Academy), Londres, H. Milford, 1937.
- The Victorians and After, 1830-1914 (Introductions to English Literature, vol 4), 1938, avec Guy Patterson Chapman et Bonamy Dobrée.
- (éd.) A Wordsworth Selection, 1962.

## Distinctions
- 1962 : docteure honoris causa de l'université de Poitiers[1].